# ラム (クトゥルフ神話)
ラム (Lam) は、クトゥルフ神話の邪神であり、セレマやUFOと結び付けられて生まれ、クトゥルフ神話大系に取り込まれたという経緯がある。

## 概要

### 設定
近代西洋魔術師アレイスター・クロウリーの絵の1つに描かれた生物。容姿はUFO神話のグレイ型宇宙人に似ている。火星に住んでおり、動植物を研究するために地球にやって来て、興味を抱いたものをサンプルとして誘拐する。
肉体的には強くはなく、テレパシーや念力などの超能力を用いる。催眠が成功すれば、標的は支配下に置かれ、命令通りに操られることになる。失敗しても、標的はラムと接触した記憶を失い、思い出すことができなくなる。

### 来歴
先述したように、もとはアレイスター・クロウリーの絵に描かれた謎のヒューマノイドである。クロウリー自身は解説をつけているが、ラムという名称はない。
クロウリーの死後、彼の弟子たちは次々と団体を立ち上げていき、結果セレマの組織が乱立する。その中の1人であるケネス・グラント（2011年没）は奇人として名高く、セレマと、ホラー作家ハワード・フィリップス・ラヴクラフトの著作を結び付け、ラヴクラフトは無自覚のうちにクロウリーと同じ秘儀に到達していたと主張した。この虚構と現実の境目を見失ったかのような電波発言は、作家・魔術師・一般人の3者全ての視点でトンデモである。大法螺とも失笑され、信憑性はさておき、UFO論やクトゥルフ神話において新たな話の種にはなった。
今日では、ラムは、ダニエル・ハームズの『エンサイクロペディア・クトゥルフ』や、TRPG資料の『マレウス・モンストロルム』に取り入れられ、旧支配者に位置付けられている。